# Bufonia ephedrina
Bufonia ephedrina là loài thực vật có hoa thuộc họ Cẩm chướng. Loài này được Sam. ex Rech.f. mô tả khoa học đầu tiên năm 1950.